# Banias

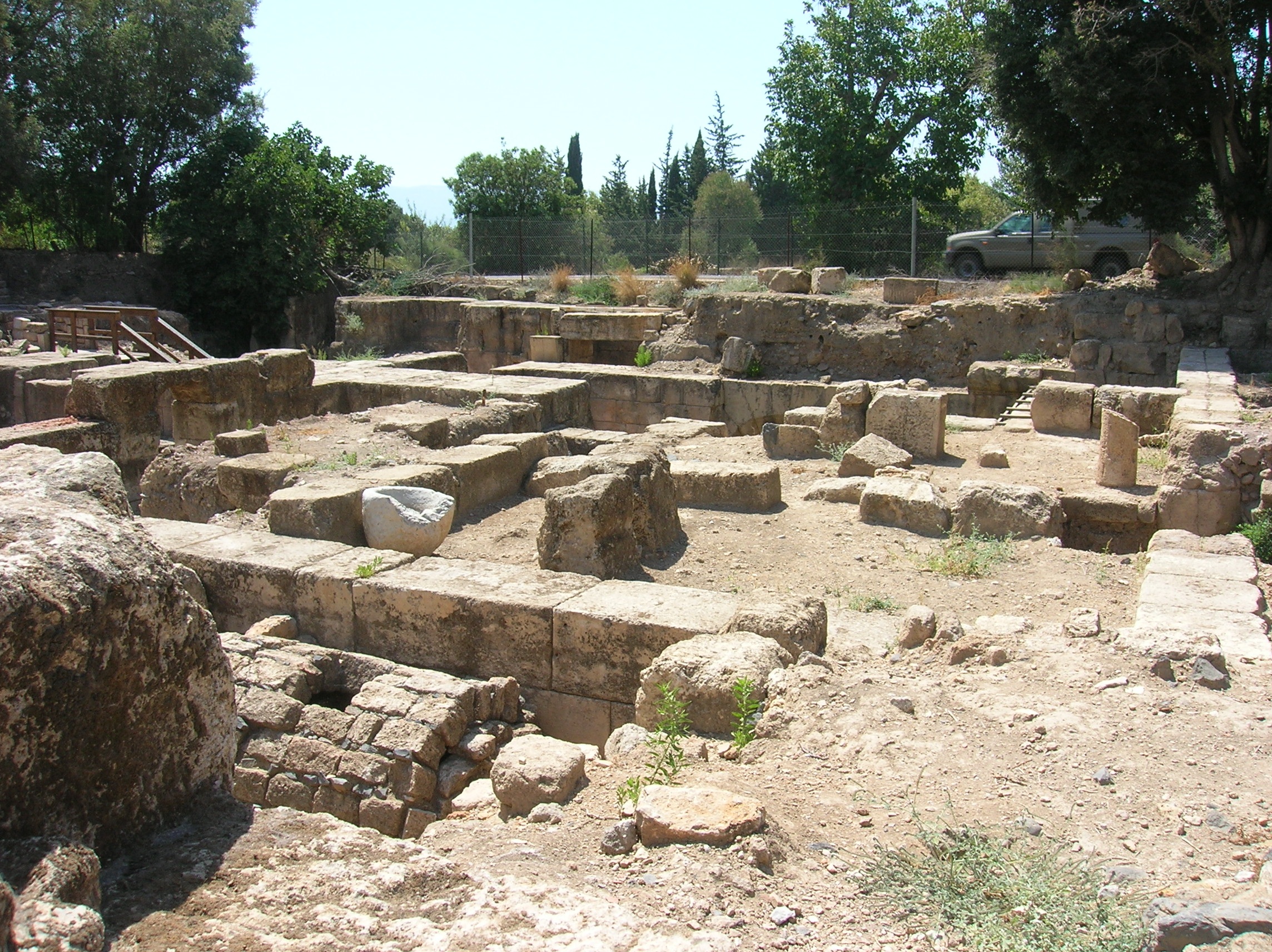

Banias (em grego: Πανείας; romaniz.: Pāneiás; em árabe: بانياس الحولة; em hebraico: בניאס) é um sítio arqueológico localizado no sopé do monte Hermon, nas colinas de Golã, a cerca de 150 km ao norte de Jerusalém e c. 60 km a sudoeste de Damasco. Ali havia uma cidade chamada, à época do Império Romano, Cesareia de Filipe, situada junto às Fontes de Banias, uma das nascentes do rio Jordão.

## História
Banias é uma cidade fonte conhecida como Fânio ou Pânias (de Pan, o deus grego dos pastores e rebanhos). No passado havia uma grande fonte oriunda de uma caverna na pedra calcária, abastecida pelo ribeiro conhecido como Naal Senir. O Rio Jordão se abastece desta fonte e de mais outras duas que nascem nas bases do Monte Hermon. O nível da fonte está bem baixo nos dias de hoje, e isto se deve provavelmente à desflorestação do Monte Hermon ou aos constantes movimentos das camadas geológicas na região, assolada por constantes terremotos. A água não transborda mais da caverna, mas transborda por baixo.
Banias teve o seu primeiro período durante o Helenismo, sob a dinastia dos Ptolomeus, no século III a.C., construindo aqui uma local para culto ao sul de Dã.
Banias e citada no Antigo Testamento, já com seu nome helenizado mas também identificado como Baal-Gad e provavelmente como Laixe (Tel Dã) como é indicado. Este local era certamente uma grande local de culto a vários deuses, mas o local foi preparado originalmente para a adoração ao deus Pan, principalmente a caverna que alimentava com suas águas o Rio Jordão.
O historiador romano Políbio, em "Ascensão do Império Romano", menciona uma Batalha de Pânio, travada em 198 a.C. entre os exércitos macedônicos do Reino Ptolemaico e do Império Selêucida da Celessíria, conduzidos por Antíoco III. A vitória de Antíoco consolidou o controle selêucida sobre a Fenícia, Galileia Samaria e Judeia até a Revolta dos Macabeus. Foram esses selêucidas helenizados que construíram um templo pagão dedicado a Pan, em Paneas.
Flávio Josefo menciona que o imperador romano Augusto deu Paneas para o filho do Rei Herodes, Filipe, que governou a área, expandindo-a e chamando-a de Cesareia de Filipe (não confundir com Cesareia Marítima na costa do Mediterrâneo). Em 61, o Rei Herodes Agripa II rebatizou o local de Nerônias em homenagem ao imperador romano Nero, mas este nome somente resistiu até o ano de 68.
Em 20 a.C., a região do Banias foi anexada ao império de Herodes, o Grande, que ergueu ali um templo em homenagem ao seu patrono. No ano de 2 a.C., Herodes Filipe fundou a cidade pagã e a chamou de Cesareia de Filipe (em homenagem a Augusto (r. 27 a.C.-14 d.C.). No passado esta também havia sido a capital de um extenso reino que incluía o Golã e o Haurã. Fontes contemporâneas afirmam ser esta cidade a "Cesareia Panias" no Novo Testamento e nela Filipe havia sido criticado por suas práticas pagãs. Neste local foi encontrada uma moeda com seu rosto, o que também era considerado uma prática pagã.
Durante a revolta judaica entre 66-70 d.C., os romanos capturaram os judeus de Panias. Em 70 d.C., após a revolta ter sido reprimida, foram realizados jogos em comemoração da vitoria de Tito, e muitos dos judeus capturados foram mortos, mas a comunidade judaica ali conseguiu sobreviver. Banias foi mencionado no Talmude como um lugar habitado por judeus distintos e instruídos.
No século XI, durante as Cruzadas, Banias foi um centro de adoração no Reino de Jerusalém até que foi capturada por Noradine, em 1164.

### Cesareia de Filipe
Cesareia de Filipe (em latim: Caesarea Philippi) era uma antiga cidade, localizada no sopé sudoeste do monte Hermom (em árabe transl. Jebel esh-Sheikh), na atual região arqueológica de Banias. Por volta do ano 20 a.C. o rei Herodes, o Grande, construiu aos pés do monte Hermom um templo branco de mármore, e dedicou a César Augusto. Quando Herodes morreu a cidade ficou nas mãos de seu filho, Herodes Filipe, que a ampliou, e embelezou, e a chamou de Cesareia de Filipe, para alcançar graça diante seu imperador Tibério César, e distingui-la da outra Cesareia, a capital romana na Judeia e porto marítimo muito mais conhecida, que ficava na costa. É hoje um local arqueológico perto da fronteira Israel-Síria, junto à nascente do rio Jordão.
Em 3 a.C., o filho de Herodes, Filipe (também conhecido como Filipe, o Tetrarca ) fundou uma cidade que se tornou sua capital administrativa, conhecida por Josefo e pelos Evangelhos de Mateus e Marcos como Cesareia ou Cesareia de Filipe, para distingui-la de Cesareia Marítima e outras cidades chamadas Cesareia (Mateus 16, Mateus 16:13, Marcos 8, Marcos 8:27). Com a morte de Filipe em 34 d.C., seu reino foi brevemente incorporado à província da Síria , com a cidade recebendo autonomia para administrar suas próprias receitas, antes de retornar a seu sobrinho, Herodes Agripa I.
A cidade antiga é mencionada nos Evangelhos de Mateus e Marcos, sob o nome de Cesaréia de Filipe, como o lugar onde ocorreu a confissão de Pedro de que Jesus era o Messias; o local é hoje um local de peregrinação para muitos cristãos.
Em 61 d.C., o rei Herodes Agripa II renomeou a capital administrativa como Nerônias em honra ao imperador romano Nero, mas este nome realizada somente até 68 d.C. Agripa também realizou melhorias urbanas.

### Do Mandato Britânico à época atual
A fronteira entre Síria, Líbano e Palestina foi definida após a Primeira Guerra Mundial, com a partição do Império Otomano entre Inglaterra e França .
Em 1920, as fontes de Banias foram objeto de um conflito que foi decidido por um comité internacional entre o Mandato Britânico e o Mandato Francês; a França prevaleceu mas a região continuou a ser disputada entre o Líbano e a Síria.
Nos anos de 1960, a Síria fez um plano de obstruir as fonte da região para irrigar suas terras então sobre as colina do Golã até o rio Jarmuque. Se este plano fosse adiante, Israel teria suas fontes de águas prejudicadas, o que causaria grandes danos às lavoras, por isso houve uma série de retaliações, que deram origem a um conflito regional.
Em 10 de Junho de 1967, no último dia da Guerra dos Seis Dias, a Brigada Golani de Israel conseguiu reprimir os sírios e conquistar a região. Este ato garantiu a Israel o abastecimento de água na região e garantiu a sobrevivência da agricultura no vale de Hula, no norte de Israel.